# Pomatiopsis
Pomatiopsis är ett släkte av snäckor. Pomatiopsis ingår i familjen Pomatiopsidae.
Kladogram enligt Catalogue of Life:
| Pomatiopsis | \| \| Pomatiopsis binneyi \| \| \| \| \| \| Pomatiopsis californica \| \| \| \| \| \| Pomatiopsis chacei \| \| \| \| \| \| Pomatiopsis cincinnatiensis \| \| \| \| \| \| Pomatiopsis hinkleyi \| \| \| \| \| \| Pomatiopsis lapidaria \| \| \| \| |
|             | \| \| Pomatiopsis binneyi \| \| \| \| \| \| Pomatiopsis californica \| \| \| \| \| \| Pomatiopsis chacei \| \| \| \| \| \| Pomatiopsis cincinnatiensis \| \| \| \| \| \| Pomatiopsis hinkleyi \| \| \| \| \| \| Pomatiopsis lapidaria \| \| \| \| |
|             | Cecina |
|             | |
|             | Pomatiopsis binneyi |
|             | |
|             | Pomatiopsis californica |
|             | |
|             | Pomatiopsis chacei |
|             | |
|             | Pomatiopsis cincinnatiensis |
|             | |
|             | Pomatiopsis hinkleyi |
|             | |
|             | Pomatiopsis lapidaria |
|             | |

|  | Pomatiopsis binneyi         |
|  |                             |
|  | Pomatiopsis californica     |
|  |                             |
|  | Pomatiopsis chacei          |
|  |                             |
|  | Pomatiopsis cincinnatiensis |
|  |                             |
|  | Pomatiopsis hinkleyi        |
|  |                             |
|  | Pomatiopsis lapidaria       |
|  |                             |